# Колінг
Колінг (англ. Coaling) — місто (англ. town) в США, в окрузі Таскалуса штату Алабама. Населення — 2035 осіб (2020).

## Географія
Колінг розташований за координатами 33°10′12″ пн. ш. 87°21′0″ зх. д. / 33.17000° пн. ш. 87.35000° зх. д. (33.169904, -87.349889). За даними Бюро перепису населення США в 2010 році місто мало площу 13,19 км², з яких 13,01 км² — суходіл та 0,18 км² — водойми.

## Демографія
Згідно з переписом 2010 року, у місті мешкало 1657 осіб у 616 домогосподарствах у складі 458 родин. Густота населення становила 126 осіб/км². Було 710 помешкань (54/км²).
Расовий склад населення:
| - 86,4 % — білих - 11,4 % — чорних або афроамериканців - 0,1 % — корінних американців - 0,1 % — азіатів |

До двох чи більше рас належало 1,7 %. Частка іспаномовних становила 0,8 % від усіх жителів.
За віковим діапазоном населення розподілялося таким чином: 28,4 % — особи молодші 18 років, 64,7 % — особи у віці 18—64 років, 6,9 % — особи у віці 65 років та старші. Медіана віку мешканця становила 34,1 року. На 100 осіб жіночої статі у місті припадало 100,6 чоловіків; на 100 жінок у віці від 18 років та старших — 98,3 чоловіків також старших 18 років.
Середній дохід на одне домашнє господарство становив 59 940 доларів США (медіана — 54 167), а середній дохід на одну сім'ю — 64 446 доларів (медіана — 64 896). Медіана доходів становила 41 875 доларів для чоловіків та 30 227 доларів для жінок. За межею бідності перебувало 19,5 % осіб, у тому числі 23,6 % дітей у віці до 18 років та 11,2 % осіб у віці 65 років та старших.
Цивільне працевлаштоване населення становило 855 осіб. Основні галузі зайнятості: освіта, охорона здоров'я та соціальна допомога — 22,6 %, транспорт — 13,3 %, роздрібна торгівля — 12,7 %, будівництво — 12,3 %.